# André Simões
André Luís Gomes Simões, plus communément appelé André Simões, est un footballeur portugais né le 16 décembre 1989 à Matosinhos (Portugal). Il évolue au poste de milieu de terrain.

## Biographie
Avec l'équipe de Moreirense, il marque six buts en première division portugaise lors de la saison 2014-2015.
Avec le club de l'AEK Athènes, il atteint les seizièmes de finale de la Ligue Europa en 2018. Le 24 août 2017, il inscrit un doublé lors du tour de barrage contre le FC Bruges.

## Palmarès
Moreirense
- Championnat du Portugal de D2
  - Champion : 2014

AEK Athènes
- Championnat de Grèce
  - Champion : 2018
- Coupe de Grèce
  - Vainqueur : 2016
  - Finaliste : 2017